# Купер, Дион
Дион Куйпер (нидерл. Dion Cuiper, род. 29 ноября 1993 г. в г. Вассенар, Нидерланды), более известный как Дион Купер (нидерл. Dion Cooper) — нидерландский певец и автор песен. Он представлял Нидерланды на конкурсе песни Евровидение 2023 вместе с Мией Николаи с песней «Burning Daylight» («Прожигая дни»).

## Ранняя жизнь и образование
Куйпер родился 29 ноября 1993 года и вырос в Вассенаре, Южная Голландия, пригороде Гааги. Его отец, который раньше был барабанщиком в фанк-группе, познакомил его, среди прочего, с музыкой Toto, The Police, Earth, Wind & Fire, The Beatles и Джими Хендрикса. Куйпер проявил интерес к музыке и начал играть на гитаре в возрасте 15 лет. Позже он начал писать и петь свои собственные песни.

## Карьера

### 2015—2022:The Voice of HollandиToo Young Too Dumb
В 2015 году Куйпер принял участие в шестом сезоне шоу The Voice of Holland («Голос Голландии»). Он выдвинулся на поединки, присоединившись к команде рэпера Ali B. Он был выбит после поражения в битве с Брейсом.
| The Voice of Holland выступления и результаты | The Voice of Holland выступления и результаты | The Voice of Holland выступления и результаты | The Voice of Holland выступления и результаты |
| Раунд                                         | Песня                                         | Оригинальный артист                           | Результат                                     |
| --------------------------------------------- | --------------------------------------------- | --------------------------------------------- | --------------------------------------------- |
| Слепые прослушивания                          | «Feeling Good»                                | Muse                                          | Присоединился к команде Ali B                 |
| Поединки                                      | «Never nooit meer»                            | Re-Play & Gordon                              | Выбыл                                         |

В 2021 году Куйпер выпустил свою дебютную расширенную пьесу Too Young Too Dumb («Слишком молод, Слишком глуп»). Позже в том же году он выступал на разогреве у Дункана Лоуренса во время его клубного тура 2021 года.ref name="Gigstarter"/> В 2022 году он выпустил синглы «Know» и «Blue Jeans», которые были написаны в соавторстве с Лоуренсом.

### Конкурс песни Евровидение 2023
1 ноября 2022 года голландская телекомпания AVROTROS объявила, что Куйпер был выбран представлять Нидерланды на конкурсе песни Евровидение 2023 вместе с Мией Николаи. Их песня «Burning Daylight» была выпущена 1 марта 2023 года.

## Дискография

### Расширенные пьесы
- Too Young Too Dumb (2021)

### Синглы
| Название                            | Год  | Пиковые позиции | Пиковые позиции |
| Название                            | Год  | NLD (100)       | NLD (40)        |
| ----------------------------------- | ---- | --------------- | --------------- |
| «Much Higher»                       | 2020 | —               | —               |
| «Jealousy»                          | 2020 | —               | —               |
| «Too Young Too Dumb»                | 2020 | —               | —               |
| «Simple»                            | 2020 | —               | —               |
| «Bobbie’s Song»                     | 2020 | —               | —               |
| «Cold»                              | 2021 | —               | —               |
| «Fire» (с Maxine)                   | 2021 | —               | —               |
| «Know»                              | 2022 | —               | —               |
| «Blue Jeans»                        | 2022 | —               | —               |
| «Burning Daylight» (с Мией Николаи) | 2023 | 61              | 28              |